# 20 años
| Críticas profissionais | Críticas profissionais |
| Avaliações da crítica  | Avaliações da crítica  |
| Fonte                  | Avaliação              |
| ---------------------- | ---------------------- |
| Allmusic               | [ 1 ]                  |

20 Años é o nono álbum de estúdio do cantor mexicano Luis Miguel, lançado em 1990.
Em sua segunda apresentação no Festival de Viña del Mar de 1990, o cantor promoveu (à capela), três canções do álbum que seria lançado em 18 de maio: "Entrégate", "Tengo Todo Excepto a Tí" e "Amante del amor", curiosamente os três singles oficiais do álbum.

## Faixas
| N.º            | Título                    | Compositor(es)                                                                                 | Duração |  |
| 1.             | "Entrégate"               | Juan Carlos Calderón                                                                           | 4:24    |  |
| 2.             | "Oro de Ley"              | Calderón Luís Gómez Escolar                                                                    | 3:59    |  |
| 3.             | "Tengo Todo Excepto a Tí" | Calderón                                                                                       | 4:32    |  |
| 4.             | "Será Que No Me Amas"     | Michael G. Jackson-Clark David Jackson-Rich Hans Kampschroer Elmar Krohn Thomas Meyer Calderón | 4:03    |  |
| 5.             | "Amante del Amor"         | Calderón                                                                                       | 3:22    |  |
| 6.             | "Hoy el Aire Huele a Tí"  | Calderón                                                                                       | 3:45    |  |
| 7.             | "Cuestión de Piel"        | Calderón Gómez Escolar                                                                         | 4:25    |  |
| 8.             | "Más Allá de Todo"        | Calderón                                                                                       | 4:05    |  |
| 9.             | "Alguién Como Tú"         | Diane Warren R. Buchanan Luís Ángel Márquez                                                    | 4:19    |  |
| 10.            | "Más"                     | Calderón                                                                                       | 3:11    |  |
| Duração total: | Duração total:            | Duração total:                                                                                 | 39:55   |  |

## Singles
| #  | Título                    | EUA |
| -- | ------------------------- | --- |
| 1. | "Entrégate"               | #1  |
| 2. | "Tengo Todo Excepto a Tí" | #1  |
| 3. | "Amante del Amor"         | #4  |

## Charts
| Chart (1990)               | Posição |
| -------------------------- | ------- |
| Billboard Latin Pop Albums | 2       |
| Chart (1993)               | Posição |
| Billboard Top Latin Albums | 46      |

## Vendas e certificações
| Região                                                           | Certificação | Vendas/distribuição |
| ---------------------------------------------------------------- | ------------ | ------------------- |
| Argentina (CAPIF)                                                | 5x Platina   | 300.000x            |
| Espanha (PROMUSICAE)                                             | 2x Platina   |                     |
| México                                                           |              | 600.000             |
| xdistribuições não-especificadas baseadas apenas na certificação |              |                     |